# Celestino Leonardi
Celestino Leonardi, německy Cölestin Leonardi (8. července 1811 Daone – 11. září 1888 Innsbruck), byl rakouský právník a politik italské národnosti z Tyrolska, v 2. polovině 19. století poslanec Říšské rady.

## Biografie
Narodil se v jižním Tyrolsku. V mládí osiřel a vychovával ho strýc, který byl farářem. Vystudoval gymnázium a filozofii a práva v Roveretu, Veroně a Innsbrucku. V roce 1835 získal titul doktora práv. Složil s vynikajícími výsledky soudcovské i advokátní zkoušky. V roce 1836 nastoupil jako auskultant k městskému a zemskému soudu v Innsbrucku. Od roku 1845 byl protokolistou u apelačního soudu v Innsbrucku. V letech 1836–1849 vyučoval právo na Innsbrucké univerzitě pro tamní italské studenty. Od roku 1850 působil coby soudní rada v Trentu. V roce 1855 se stal radou vrchního zemského soudu v Innsbrucku.
Byl aktivní i politicky. V roce 1864 byl zvolen na Tyrolský zemský sněm za kurii obchodních a živnostenských komor, obvod Innsbruck a stal se i členem zemského výboru. Uspěl i v zemských volbách v lednu 1867, nyní za kurii venkovských obcí v etnicky italském obvodu Condino, Stenico a Tione di Trento. Opět byl zvolen i do zemského výboru. Po delší dobu zasedal v zemské komisi pro personální otázky smíšených okresních úřadů. Zemský sněm ho roku 1867 zvolil i do Říšské rady (tehdy ještě volené nepřímo), za kurii venkovských obcí v Tyrolsku.